# Lázaro Ramos
Luís Lázaro Sacramento Ramos, né le 1er novembre 1978 à Salvador, est un acteur et réalisateur brésilien.

## Biographie
Lázaro Ramos est marié depuis 2004 à l'actrice brésilienne Taís Araújo.

## Filmographie

### Acteur

#### Cinéma
- 1995 : Jenipapo de Monique Gardenberg
- 1998 : Cinderela Baiana de Conrado Sanchez : Chico
- 2000 : Amour, piments et bossa nova (Woman on Top) de Fina Torres : Max
- 2002 : Madame Satã de Karim Aïnouz : João Francisco dos Santos
- 2002 : As Três Marias d'Aluizio Abranches : Catrevagem
- 2003 : Carandiru d'Hector Babenco : Ezequiel
- 2003 : O Homen do ano de José Henrique Fonseca : Marcão
- 2003 : L'Homme qui photocopiait (O Homem que copiava) de Jorge Furtado : André
- 2004 : Nina de Heitor Dhalia : Le peintre
- 2004 : Meu tio matou um cara de Jorge Furtado : Leder
- 2005 : Bahia, ville basse (Cidade Baixa) de Sérgio Machado : Deco
- 2005 : Quanto vale ou é por quilo ? de Sergio Bianchi : Dido
- 2005 : A Maquina de João Falcão : Doido Cetico
- 2005 : Cafundo de Paulo Betti et Clovis Bueno : João de Camargo
- 2005 : Cobrador : In god we trust de Paul Leduc : Cobrador
- 2007 : O Pai, O de Monique Gardenberg : Roque
- 2007 : Saneamento basico, O filme de Jorge Furtado : Zico
- 2011 : Amanhã nunca mais de Tadeu Jungle : Walter
- 2012 : O Grande Kilapy de Zézé Gamboa : Joãozinho
- 2014 : Sorria, você esta sendo filmado de Daniel Filho : Geneton
- 2014 : As aventuras do avião vermelho de José Maia et Frederico Pinto : Chocolat (voix)
- 2015 : O vendedor de passados de Lula Buarque de Hollanda : Vicente

- 2015 : Le Professeur de violon (Tudo que Aprendemos Juntos) de Sérgio Machado : Laerte
- 2016 : Mundo cão de Marcos Jorge : Nenê
- 2018 : Correndo atras de Jeferson De : Jerry
- 2018 : O beijo no asfalto de Murilo Benicio : Arandir
- 2019 : M-8 : Quando a morte socorre a vida de Jeferson De : le chauffeur du salon funéraire
- 2020 : Detetives do prédio azul 3 : Uma aventura no fim do mundo de Mauro Lima : Elergun
- 2020 : O silêncio da chuva de Daniel Filho : Espinosa
- 2021 : Papai é pop de Caito Ortiz : Tom
- 2022 : As verdades de José Eduardo Belmonte : José
- 2022 : Album em familia de Daniel Belmonte : Lazaro
- 2023 : O Pai, O 2 de Viviane Ferreira : Roque
- 2023 : O primeiro natal do mundo de Susana Garcia et Gigi Soares : Pepê
- 2023 : Minha irmã e eu de Susana Garcia : Lazaro
- 2024 : Les Aventuriers de l'arche de Noé (Arca de Noé) d'Alois di Leo et Sergio Machado : Baruk (voix)
- 2025 : Velhos bandidos de Claudio Torres : Oswaldo

#### Télévision
- 2002 : Pastores da Noite (4 épisodes) (mini-série) : Massu
- 2003 : A Grande Família : Allemand
- 2003 : Carga Pesada (1 épisode) : Agente Edison
- 2003-2004 : Sexo Frágil (20 épisodes) : Fred / Priscila
- 2004 : Programa Novo de João Falcão et Flávia Lacerda (téléfilm) : Fred / Priscila
- 2005 : Carandiru, Outras Histórias (1 épisode) : Ezequiel
- 2005 : Levando a Vida (téléfilm) : Formiga
- 2006 : Cobras & Lagartos (166 épisodes) : Foguinho
- 2007-2008 : Duas Caras (172 épisodes) : Evilásio Caó
- 2008-2009 : Ó Paí Ó (10 épisodes) : Roque
- 2009 : Decamerão - A Comédia do Sexo (4 épisodes) : Moine Masetto
- 2009 : Dó-Ré-Mi-Fábrica de Flávia Lacerda et Denise Saraceni (téléfilm) : Ludovico / Arquimedes
- 2010 : Passione : lui-même
- 2011 : Passions Mortelles (Insensato Coração) (155 épisodes) : André Gurgel
- 2012 : Les Couleurs de la liberté (Lado a Lado) (144 épisodes) : Zé Maria dos Santos
- 2013 : O dentista mascarado (1 épisode) : assassin professionnel
- 2014 : Geração Brasil (1 épisode) : Brian Benson
- 2014 : A grande familia (1 épisode) : lui-même
- 2015 : Luz, câmera, 50 anos (1 épisode) : Roque Bahi
- 2015 : Domingão do Faustão (1 épisode) : Mister Brau
- 2015-2018 : Mister Brau (53 épisodes) : Mister Brau / Priscila
- 2017 : Rock Story (1 épisode) : Mister Brau
- 2020 : Diario de um confinado (3 épisodes) : Dr. Guilherme Lemos
- 2020 : Amor et sorte (mini-série) (1 épisode) : Cadu
- 2021 : Amor de mãe (1 épisode) : narrateur
- 2021 : Aruanas (10 épisodes) : Enzo
- 2022 : Sob pressão (1 épisode) : Davi / Michel
- 2023 : Elas por elas (25 épisodes) : Mario Fofoca
- 2024 : 5X Comédia (1 épisode) : Daluz
- 2025 : Ayô : Rocco Menezes

### Réalisateur
- 2006-2020 : Espelho (série télévisée), 17 épisodes
- 2017-2019 : Lazinho com você (série télévisée)
- 2018 : Bando, um filme de coréalisé avec Thiago Gomes Rosa
- 2020 : Amor e sorte (mini-série télévisée), épisode 2 Linha de raciocinio
- 2020 : Décret présidentiel (Medida Provisória)
- 2020 : Falas negras (téléfilm)
- 2023 : Um ano inesquecivel : Outono
- 2024 : 5X Comédia (série télévisée), saison 2, épisode 2 Toda errada